# Pierre de Savoie (archevêque de Lyon)
Pour les articles homonymes, voir Pierre de Savoie.
Pierre de Savoie, mort en novembre 1332, est un prélat savoyard du XIVe siècle issu de la maison de Savoie. Archevêque de Lyon, primat des Gaules, il est surnommé Pierre III.

## Biographie

### Origines
Pierre de Savoie est le fils de Thomas III de Piémont et de Guyonne de Bourgogne-Comté,. Sa date de naissance n'est pas connue ; il est toutefois mentionné, avec ses frères, dans le testament de son père, le 14 mai 1282 ("Philippum de Sabaudia filium meum primogenitum [...] aliis filiis meis Petro, Thomæ, Amedeo et Guillermo fratribus suis"), ainsi que dans une charte du 24 mai 1286 ("Philippi Petri Thome Amedei et Guillelmi").

### Début de carrière religieuse
Il est doyen de Salisbury (Angleterre) et chanoine de Lyon,.
Adolphe Vachet (1897) indiquait qu'il est reçu chanoine de Lyon en 1296. Le site Internet de généalogie Foundation for Medieval Genealogy donne l'année 1304.

### Archevêque de Lyon
En décembre 1308, il est nommé archevêque de Lyon et primat des Gaules et le reste jusqu'en 1332. Il succède à Louis de Villars.

### Troubles politiques durant son séjour lyonnais
Contrairement à son prédécesseur, Pierre de Savoie n'accepte pas la mainmise progressive du royaume de France sur Lyon. Il incite donc les habitants à la révolte, les incite à fortifier la ville, met de côté le désaccord historique entre l'archevêché et le chapitre cathédral, conteste la présence du gardiateur imposé par Philippe le Bel, ce qui fournit un prétexte à ce dernier pour envoyer son fils Louis, roi de Navarre, et son frère Charles de Valois conduire une armée qui assiège Lyon en 1310.
La guerre est terminée par l'intervention de l'oncle de l'archevêque, Amédée V de Savoie, qui se range à contrecœur du côté du roi pour ne pas en être la prochaine victime. Un traité est signé le 10 avril 1312. L'archevêque Pierre perd la justice de Lyon au profit de la justice royale et doit consentir au rattachement de Lyon au royaume de France. Un traité définitif avec le nouveau roi Philippe V le Long du 4 avril 1320 transporte à l'archevêque la juridiction de la ville. L'archevêque a la seigneurie de Lyon et le roi la souveraineté. Les habitants de Lyon reçoivent plusieurs droits et franchises dans la charte sapaudine du 21 juin 1320, comme le droit d'élire leurs représentants, de conserver leurs archives et d'établir des taxes pour le service de la ville.
En contrepartie, le roi refuse les demandes d'indemnisation de l'archevêque pour les déprédations commises par ses troupes durant le siège, ainsi que pour les mauvais traitements infligés aux habitants de Lyon et plus particulièrement aux clercs. Celles-ci font l'objet de deux mémoires rédigés, l'un par des clercs lyonnais entre l'ouverture du concile de Vienne le 16 octobre 1311 et le traité du 10 avril 1312, nommé Grauamina, l'autre par le procureur du bailli de Mâcon, entre ce traité et la fin de l'année 1312, et nommé Avisamenta. Le premier cherche à démontrer que les déprédations royales ont été colossales, en les estimant à 150 000 livres tournois ; le second les minimise au contraire, ramenant leur coût à 10 000 livres tournois seulement. De cette somme, le trésor royal ne donnera en fait que 2 000 livres tournois, auxquelles le roi ajoutera, par « munificence royale » (de sua regalis munificentia) 500 autres livres. Ces compensations sont versées à l'archevêque le 27 décembre 1312.

### Autres faits notables
Pendant son gouvernement, l'abbaye de Chazaux de l'ordre de Sainte Claire est fondée à Firminy. En 1316, il voit l'élection et le couronnement du pape Jean XXII dans sa ville.